# Станек, Вацлав Ян
Вацлав Ян Станек (чеш. Václav Jan Staněk, 16 июля 1907, Мишковице, Австро-Венгрия — 5 октября 1983, Прага, Чехословацкая Социалистическая Республика) — чешский учёный-зоолог, миколог, ботаник, фотограф, кинорежиссёр, первый автор чешских документальных фильмов о природе, автор многих фотоальбомов о животных. Многолетний сотрудник зоологического отдела Национального музея, помощник директора Пражского зоопарка, впоследствии его директор (с 26 августа 1938 г. по конец октября 1939 г.). В 1930-х годах он публиковался во многих иллюстрированных журналах, например, «Pestrý týden» (Красочная неделя), «Pražský ilustrovaný zpravodaj» (Пражский иллюстрированный информационный бюллетень) и «Světozor», а также в журнале «Fotografia». В странах бывшего Советского Союза известен в основном как автор популярных в 1970—80-х годах красочно иллюстрированных изданий «Иллюстрированная энциклопедия животных» и «Иллюстрированная энциклопедия насекомых», переиздававшихся несколько раз.

## Общие сведения

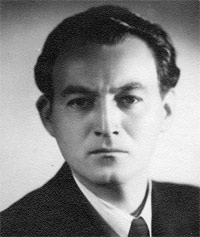
Вацлав Ян Станек в 1938 году

Зоолог, миколог, биолог, фотограф дикой природы и кинорежиссёр, создатель первых чешских фильмов о природе, автор многочисленных фотокниг о животных. Работал в зоологическом отделе Национального музея, с 1936 года в Пражском зоопарке помощником директора профессора Иржи Янды. После его смерти, с 26 августа 1938 г. по конец октября 1939 г., он был директором зоопарка. Во время Второй мировой войны он снимал фильмы в Чехословацкой штаб-квартире кино, после войны в короткометражном кино, входящем в состав Чехословацкого государственного кинофильма. Постоянный автор издательства «Артия». Обладатель серебряной медали имени Г. И. Менделя, врученной ему Президиумом Чехословацкой академии наук за заслуги в развитии биологических наук.

## Фильмы
Он снял более тридцати короткометражных и среднеметражных фильмов. Первым его цветным фильмом стала трилогия «Píseň lesa» (Песня леса) 1950 года. Она сопровождалась музыкой Йозефа Станека (дирижера и композитора, брата Вацлава) с лирическими комментариями поэта Франтишека Галаса в интерпретации актёра Вацлава Воски. Ко многим фильмам Станека комментарии писали такие известные актёры, как Карел Хёгер, Дана Медржицкая, Отомар Корбеларж, Рудольф Грушинский. В фильме «Do země ledovců» (В страну ледников) запечатлена работа экспедиции Арктического департамента Чешского научного клуба в Исландию в 1948 году. Год спустя доктор Станек хотел поехать в Африку, чтобы снять фильм о путешествиях и природе с путешественником Ладиславом Паржижеком. Он много лет копил деньги на экспедицию, но из-за смены режима уже не смог её осуществить. Он смог поехать в Африку, чтобы фотографировать только в 1969 году частным образом через чешское туристическое агентство. Вацлав Ян Станек скончался в 1983 году, не дожив до конца коммунистического правления в Чехии.

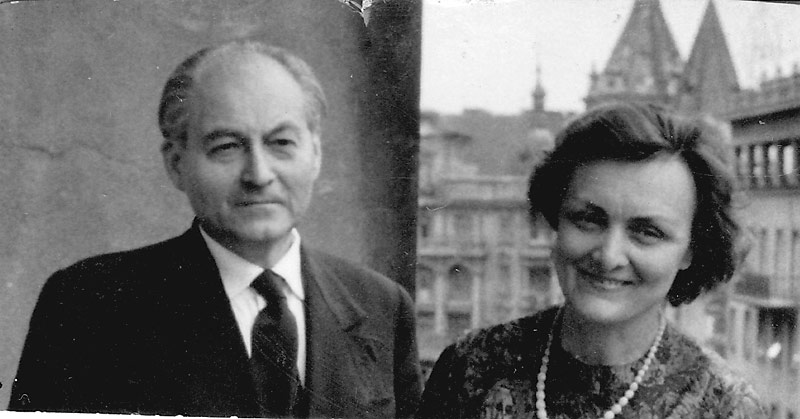
Вацлав Станек с женой Людмилой (Лидой), 1963 год

Сложную постановку фильмов о природе В. Я. Станека осуществляла его жена Лида (они поженились в 1943 году). При этом она взяла на себя все тексты его фотокниг, при том, что экспертную информацию написал доктор Станек и ещё один её текст (это касается и книг, изданных до их замужества). Она высоко ценила его фотографическое искусство и опыт и хотела внести свой вклад в успех работы, не указываясь в числе соавторов.

## Фотографирование
Фотографировать Вацлав Станек начал рано — ещё в гимназии и продолжал во время учёбы на факультете естественных наук Карлова университета и во время работы в Национальном музее. Начиная с 1930 года его фотографии публиковались в журналах «Pestrý týden», «Fotografia» и других. В 1937 году у него была отдельная выставка фотографий в Выставочном дворце в Праге. Своими фотографиями животных и выступлениями по радио доктор Станек заслужил повышение в Пражском зоопарке, который в то время боролся с финансовыми трудностями. Люди тогда присылали ему денежные и материальные подарки — корм для животных — например, школьники собирали каштаны и желуди.

## Научная работа
Всю свою жизнь доктор естественных наук В. Я. Станек занимался изучением звездовиков, грибов из класса Geastrales. Он систематически собирал их с 1948 года и до старости. Его исследования были опубликованы в журнале «České mykologii» (Чешская микология), а в 1958 году в первом томе издания «Flora ČSR» (Флора Чехословакии). Он собирал их сам, и ему присылали их натуралисты-любители со всей страны. На просьбы, опубликованные в его книгах, переведенных на иностранные языки и издававшихся в других странах, он получал посылки с сохранёнными плодовыми телами грибов из разных далёких стран, даже из Австралии.
Вацлав Ян Станек в международном списке ботаников-систематиков имеет аббревиатуру V.J.Staněk. В 1958 году доктором В. Я. Станеком был описан новый таксон — форма звездчатки гигрометрической Astraeus hygrometricus f. ferrugineus V.J.Staněk.

## Книги
Книги Вацлава Станека издавались различными издательствами, много раз переиздавались и переводились на иностранные языки, в том числе русский. Самыми известными его книгами стали «Velký obrazový atlas zvířat» (Большой иллюстрированный атлас животных) и «Velký obrazový atlas hmyzu» (Большой иллюстрированный атлас насекомых), изданные соответственно в 1965 и 1970 годах на чешском языке издательством «Альбатрос» и позднее издававшиеся на многих языках и много раз переиздававшиеся пражским издательством «Артия». На русском языке эти книги были изданы под названиями «Иллюстрированная энциклопедия насекомых» и «Иллюстрированная энциклопедия животных».
- S kamerou za zvěří našich lesů (1940) (С фотоаппаратом за животными наших лесов)
- S kamerou za zvěří na našich vodách (1941) (С фотоаппаратом за животными на наших водах)
- O lvíčku Simbovi (1943) (О львёнке Симбе)
- Fotografie ze světa zvířat (1947) (Фотографии из мира животных)
- Krásy přírody: S kamerou za krásami z mořských hlubin (díl I., 1948) (Красоты природы: с фотоаппаратом за красотами морских глубин)
- Krásy přírody: S kamerou za krásami matky Země (díl II., 1949) (Красоты природы: с фотоаппаратом за красотами Матери-Земли)
- Krásy přírody: S kamerou za zvířaty kolem člověka (díl III., 1950) (Красоты природы: с фотоаппаратом за животными вокруг человека)
- Zvířata a voda (1960) (Животные и вода)
- Velký obrazový atlas zvířat (1965) (Большой иллюстрированный атлас животных)
  - Станек В. Я. Иллюстрированная энциклопедия животных / под ред. Р. Байбуровой и Ю. Чайковского. — 8-е изд. — Прага: Артия, 1986. — 612 с.
- Velký obrazový atlas hmyzu (1970) (Большой иллюстрированный атлас насекомых)
  - Станек В. Я. Иллюстрированная энциклопедия насекомых / под ред. Е. Г. Бацылева. — Прага: Артия, 1977. — 560 с.

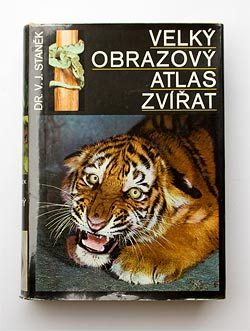
«Velký obrazový atlas zvířat» (Большой иллюстрированный атлас животных), 1973 г.
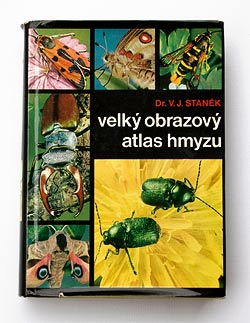
«Velký obrazový atlas hmyzu» (Большой иллюстрированный атлас насекомых), 1970 г.
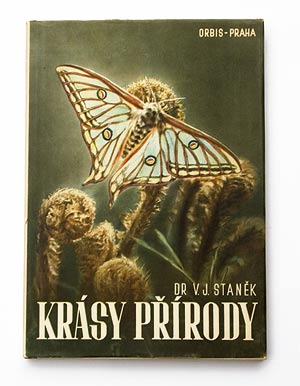
«Krásy přírody» (Красоты природы), 1-й том, 1948 г., изд. «Орбис»
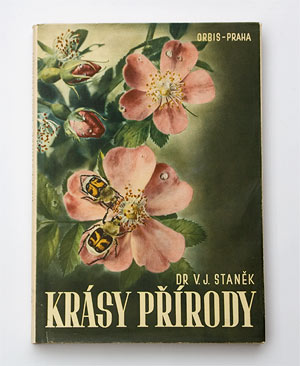
«Krásy přírody» (Красоты природы), 2-й том, 1949 г., изд. «Орбис»
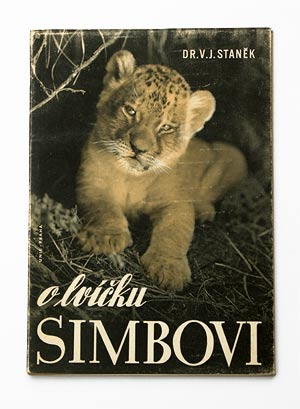
«O lvíčku Simbovi» (О львёнке Симбе), 1943 г., Чешский графический союз
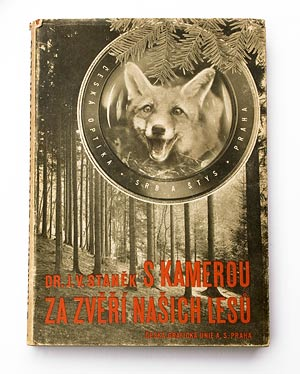
«S kamerou za zvěří našich lesů» (С фотоаппаратом за животными наших лесов), 1940 г., Чешский графический союз